# Leptomydas lineatus
Leptomydas lineatus is een vliegensoort uit de familie Mydidae. De wetenschappelijke naam van de soort is, geplaatst in het geslacht Mydas, voor het eerst geldig gepubliceerd in 1811 door Olivier.
De soort komt voor in Egypte.